# Hakeem Nicks
Hakeem Amir Nicks (Charlotte, 14 gennaio 1988) è un ex giocatore di football americano statunitense che ha militato nel ruolo di wide receiver nella National Football League (NFL). Fu scelto nel corso del primo giro (29º assoluto) del draft NFL 2009 dai New York Giants.

## Carriera universitaria
Nicks al college giocò con i North Carolina Tar Heels, squadra rappresentativa dell'Università della Carolina del Nord, con cui stabilì i primati scolastici per ricezioni e touchdown segnati in carriera.

## Carriera professionistica

### New York Giants

#### Stagione 2009
Nel draft NFL 2009 Nicks fu selezionato come 29ª scelta assoluta dai New York Giants. Il 1º agosto firmò un contratto di 5 anni del valore di 12,54 milioni di dollari, compresi 6,5 milioni di bonus alla firma.
Il debutto nella NFL avvenne il 13 settembre 2009 con i Washington Redskins, gara in cui ricevette un passaggio da 11 yard.
Il 4 ottobre 2009, contro i Kansas City Chiefs, Nicks segnò il suo primo touchdown su ricezione grazie a un passaggio da 54 yard di Eli Manning. Nelle successive 4 partite segnò un touchdown in ognuna di esse, divenendo il primo rookie dei Giants a segnare almeno un TD in quattro gara consecutive dai tempi di Bob Gaiters, che segnò per 5 gare di fila nel 1961. Grazie a tali prestazioni, Nicks vinse il premio di miglior rookie offensivo del mese.
Nicks terminò la stagione come secondo wide receiver titolare della squadra insieme a Steve Smith, dopo l'infortunio occorso a Domenik Hixon nella settimana 2 e le prestazioni sotto la media di Mario Manningham.

#### Stagione 2010
Nicks giocò la sua prima gara da 3 touchdown contro i Carolina Panthers durante la gara di debutto della stagione 2010, ricevendo un totale di 4 passaggi per 75 yard che portarono la sua squadra alla vittoria. Durante la settimana 5, con New York impegnata in trasferta contro gli Houston Texans, Nicks stabilì i propri primati in carriera con 12 ricezioni per 130 yard. Inoltre, Nicks ricevette altri due passaggi da touchdown dal quarterback Eli Manning. Nicks non giocò nell'ultima gara della stagione a causa della frattura di un dito del piede.
Dopo una stagione da 1.052 yard ricevute e 11 touchdown, l'analista di ESPN.com K.C. Joyner affermò che Nicks aveva le potenzialità per diventare il miglior wide receiver della lega.

#### Stagione 2011
Nel 2011, Nicks giocò la sua seconda stagione consecutiva da oltre mille yard ricevute, concludendo con 76 ricezioni per 1.192 yard (15,7 yard per ricezione) e 7 touchdown.
I Giants si qualificarono per i playoffs, dove Hakeem Nicks giocò un ruolo fondamentale in tutte le partite disputate. Nel turno delle wild card contro gli Atlanta Falcons fece registrare 6 ricezioni per 115 yard 2 touchdown. La gara successiva, contro i favoriti Green Bay Packers testa di serie numero uno della NFC con un record di 15-1, Nicks ricevette 7 passaggi per 165 yard e 2 touchdown.
Il 5 febbraio 2012, Nicks disputò coi Giants il Super Bowl XLVI giocando da titolare contro i New England Patriots. Durante la gara ricevette 10 passaggi per 109 yard, aiutando la sua squadra ad aggiudicarsi la vittoria per 21-17 e conquistando il suo primo titolo di campione NFL.
A fine stagione Nicks fu votato al 90º posto nella NFL Top 100, l'annuale classifica dei migliori cento giocatori della stagione.

#### Stagione 2012
Il 25 maggio 2012, durante i primi giorni di allenamento in vista della successiva stagione, Nicks durante una corsa si ruppe il quinto metatarso del piede, forzandolo a uno stop che lo costrinse a saltare tutto il training camp. Malgrado il recente infortunio, Nicks il 5 settembre giocò il debutto stagionale coi Cowboys che si vendicarono dei New York Giants campioni in carica che li avevano esclusi dalla corsa ai playoff l'annata precedente, vincendo 24-17 in trasferta. Nicks ricevette tre passaggi per 55 yard. Nel turno successivo, nel giorno in cui Eli Manning stabilì il proprio primato in carriera con 510 yard passate, ricevette 199 yard e segnò un touchdown che contribuì alla vittoria in rimonta dei Giants sui Tampa Bay Buccaneers.
Tormentato dagli infortuni nelle gare successive, Nicks tornò ad essere decisivo nella settimana 12 contro i Packers in cui i Giants interruppero una serie di 3 sconfitte consecutive. Il ricevitore guadagnò 77 yard e segnò un touchdown.
Una rotonda vittoria per 54-27 sui Saints nella settimana 14 permise ai Giants di mantenere la testa della division con una gara di vantaggio su Redskins e Cowboys. Nicks contribuì ricevendo 67 yard e segnando il terzo touchdown stagionale.

#### Stagione 2013
Nella settimana 1 i Giants persero per la prima volta contro i Cowboys all'AT&T Stadium dalla sua inaugurazione nel 2009 malgrado 114 yard ricevute da Nicks. Questi terminò l'annata con 56 ricezioni per 896 yard disputando 15 partite tutte come titolare, ma per la prima volta in carriera non riuscì a segnare alcun touchdown.

### Indianapolis Colts
Il 14 marzo 2014, Nicks firmò con gli Indianapolis Colts un contratto annuale del valore di 3,5 milioni di dollari. Nella prima partita con la nuova uniforme ricevette subito un touchdown da Andrew Luck ma i Colts furono sconfitti in casa dei Broncos. Tornò a segnare due settimane dopo nella prima vittoria stagionale della sua squadra contro i Jaguars. Il terzo lo segnò nella vittoria della settimana 15 contro i Texans in cui Indianapolis si aggiudicò matematicamente la vittoria della propria division. Andò a segno anche nel secondo turno di playoff quando i Colts batterono in trasferta i Denver Broncos, qualificandosi per la finale della AFC, persa contro i Patriots.

### Tennessee Titans
Il 24 aprile 2015, Nicks firmò un contratto annuale con i Tennessee Titans.

## Palmarès

### Franchigia
- Super Bowl : 1

New York Giants: XLVI
- National Football Conference Championship: 1

New York Giants: 2011

### Individuale
- Wide receiver dell'anno NFL Alumni: 1

2011
- Rookie offensivo del mese: 1

ottobre 2009

## Statistiche

### Stagione regolare
| Stagione | Squadra            | Gare | Gare | Ricezioni | Ricezioni | Ricezioni | Ricezioni | Ricezioni | Corse | Corse | Corse | Corse | Corse | Fumble | Fumble |
| Stagione | Squadra            | P    | PT   | Ric       | Yard      | Media     | Max       | TD        | Ten   | Yard  | Media | Media | TD    | FUM    | Persi  |
| -------- | ------------------ | ---- | ---- | --------- | --------- | --------- | --------- | --------- | ----- | ----- | ----- | ----- | ----- | ------ | ------ |
| 2009     | New York Giants    | 14   | 6    | 47        | 790       | 16.8      | 68T       | 6         | 2     | 8     | 4.0   | 9     | 0     | 2      | 0      |
| 2010     | New York Giants    | 13   | 12   | 79        | 1,052     | 13.3      | 46T       | 11        | –     | –     | –     | –     | –     | 1      | 0      |
| 2011     | New York Giants    | 15   | 15   | 76        | 1,192     | 15.7      | 68        | 7         | –     | –     | –     | –     | –     | –      | –      |
| 2012     | New York Giants    | 13   | 11   | 53        | 692       | 13.1      | 50        | 3         | –     | –     | –     | –     | –     | –      | –      |
| 2013     | New York Giants    | 15   | 15   | 56        | 896       | 16.0      | 57        | 0         | –     | –     | –     | –     | –     | –      | –      |
| 2014     | Indianapolis Colts | 16   | 6    | 38        | 405       | 10.7      | 29        | 4         | –     | –     | –     | –     | –     | –      | –      |
| 2015     | New York Giants    | 6    | 2    | 7         | 54        | 7.7       | 19        | 0         |       |       |       |       |       |        |        |
|          | Totale             | 92   | 67   | 356       | 5,081     | 14.3      | 68        | 31        | 2     | 8     | 4.0   | 9     | 0     | 3      | 0      |

Fonte: